# Lage (Lippe)
Lage ist eine Stadt in Nordrhein-Westfalen, Deutschland und gehört zum Kreis Lippe. Die Stadt ist als „Zieglerstadt“, „Zuckerstadt“ und „Stadt des Sports“ bekannt.

## Geografie

### Geografische Lage
Lage liegt etwa neun Kilometer nordwestlich von Detmold unweit des Teutoburger Waldes im Werretal in Ostwestfalen-Lippe. Der Ortsteil Hörste inmitten des Naturparks Teutoburger Wald/Eggegebirge ist staatlich anerkannter Luftkurort.

### Gewässer

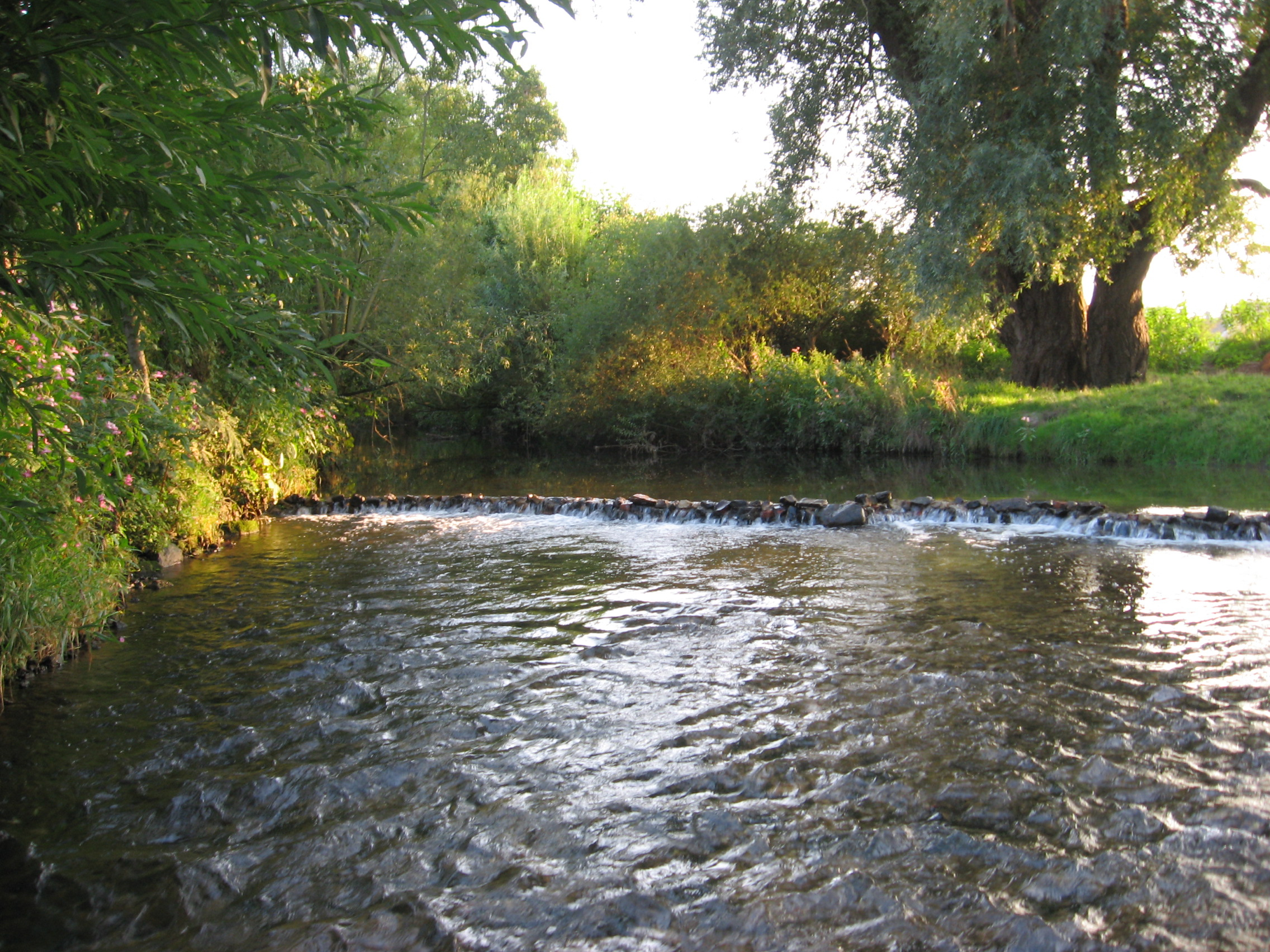
Die Werre in Lage

Die Werre durchfließt das Stadtgebiet von Südost nach Nordwest. Nahezu das gesamte Gelände wird über diesen Fluss entwässert, der über die Weser in die Nordsee mündet. Innerhalb des Stadtgebietes münden einige weitere Bäche, die ausschließlich aus südlicher Richtung kommen, direkt in die Werre. Dazu zählen der aus Pivitsheide V. L. kommende Rethlager Bach, der aus Müssen zuströmende Rothenbach und der in Helpup entspringende Haferbach. Eine Ausnahme bildet der Oetternbach, der das nordöstliche Stadtgebiet durchfließt, da er zunächst in die Bega mündet. Die Bega streift zudem das nördliche Stadtgebiet von Lage.
Außerdem befindet sich bei Waddenhausen und bei Müssen eine Vielzahl von Teichen und Seen, die ein Relikt vergangener oder noch bis heute stattfindender Baggerarbeiten zur Kies- und Sandgewinnung sind.

### Geologie

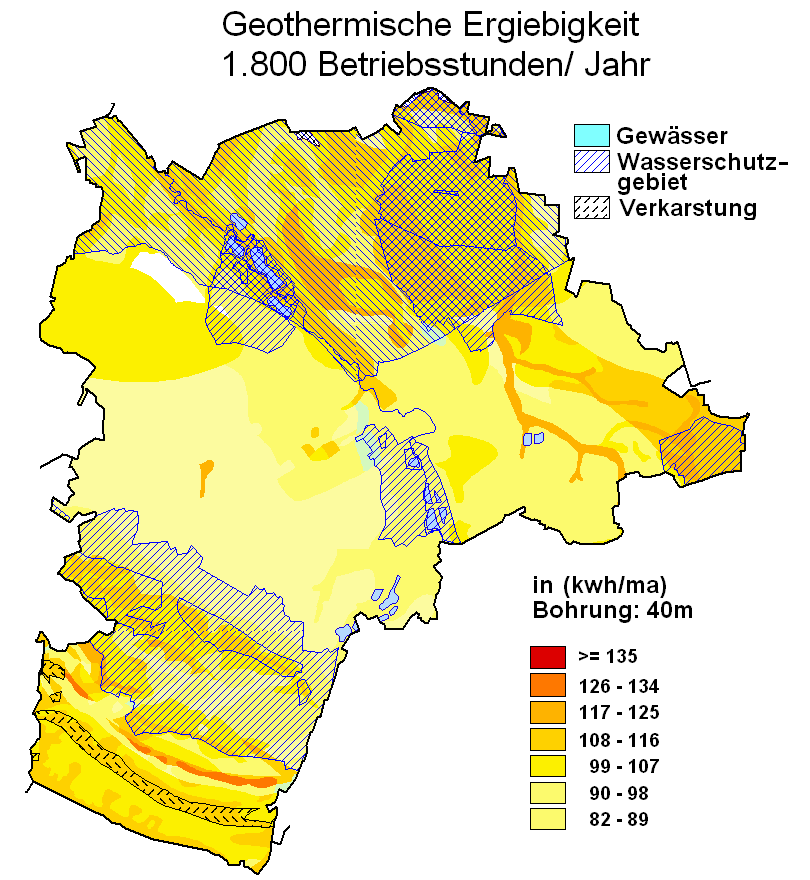
Geothermische Karte von Lage

Lage liegt im Ostwestfälischen Hügelland, welches hier aus Tonmergel-, Kalk- und Sandsteinen aus Trias, Jura und Kreide besteht. Die 1000 bis 2000 Meter starken Sedimentgesteine bildeten viele Sättel, Mulden, Horste und Gräben. In größeren Tiefen finden sich Gesteine des Erdmittelalters. Im nordöstlichen Vorland des Mittelgebirges, in den Hangbereichen und in den Tälern finden sich Kies, Sand, Grundmoräne und Löss. Im tiefen Untergrund sind Steinsalz und Gips gelöst.
Die Eignung des Lagenser Stadtgebiets für die Ausnutzung von Geothermie ist standortabhängig sehr unterschiedlich. Es gibt wenige Lagen, die sich gut bis sehr gut zur Nutzung von geothermischen Wärmequellen mittels Erdwärmesonde und Wärmegewinnung durch Wärmepumpenheizungen eignen. Weitenteils ist die Eignung eher mittelmäßig, vereinzelt schlecht (vgl. dazu die nebenstehende Karte).

### Ausdehnung und Nutzung des Stadtgebiets
Lage wird als kleine Mittelstadt klassifiziert und ist 76,02 km² groß. Der Großteil der Fläche, nämlich 56,9 %, wird für die Landwirtschaft verwendet. Im Vergleich mit anderen Städten in Nordrhein-Westfalen liegt Lage damit im Durchschnitt. Der Anteil der Waldfläche ist mit 17,2 % etwas geringer als der Landesdurchschnitt. Dafür weist Lage mit einer Gebäude-, Frei- und Betriebsfläche von 14,5 % einen höheren Wert als der Durchschnitt auf.
| Fläche nach Nutzungsart | Landwirt- schaftsfläche | Wald- fläche | Gebäude-, Frei- und Betriebsfläche | Verkehrs- fläche | Wasser- fläche | Sport- und Grünfläche | sonstige Nutzung |
| ----------------------- | ----------------------- | ------------ | ---------------------------------- | ---------------- | -------------- | --------------------- | ---------------- |
| Fläche in km²           | 43,27                   | 13,06        | 11,04                              | 4,46             | 1,48           | 2,34                  | 0,43             |
| Anteil an Gesamtfläche  | 56,9 %                  | 17,2 %       | 14,5 %                             | 5,9 %            | 1,9 %          | 3,1 %                 | 0,6 %            |

### Nachbargemeinden
Beginnend im Norden im Uhrzeigersinn grenzen an Lage die Städte Bad Salzuflen, Lemgo, Detmold, die Gemeinde Augustdorf, die Stadt Oerlinghausen und die Gemeinde Leopoldshöhe (alle Kreis Lippe).

### Stadtgliederung

Ortsteile der Stadt Lage

Die Stadt Lage besteht aus den folgenden 15 Ortsteilen:
| Ortsteil      | Einwohner |
| ------------- | --------- |
| Billinghausen | 01.892    |
| Ehrentrup     | 03.140    |
| Hagen         | 02.021    |
| Hardissen     | 02.167    |
| Hedderhagen   | 00.044    |
| Heiden        | 02.195    |
| Heßloh        | 00.162    |
| Hörste        | 02.689    |
| Kachtenhausen | 02.049    |
| Kernstadt     | 13.262    |
| Müssen        | 02.874    |
| Ohrsen        | 01.192    |
| Pottenhausen  | 01.087    |
| Waddenhausen  | 02.219    |
| Wissentrup    | 00.648    |
| Gesamt        | 37.641    |

Stand: 31. Dezember 2023

## Geschichte

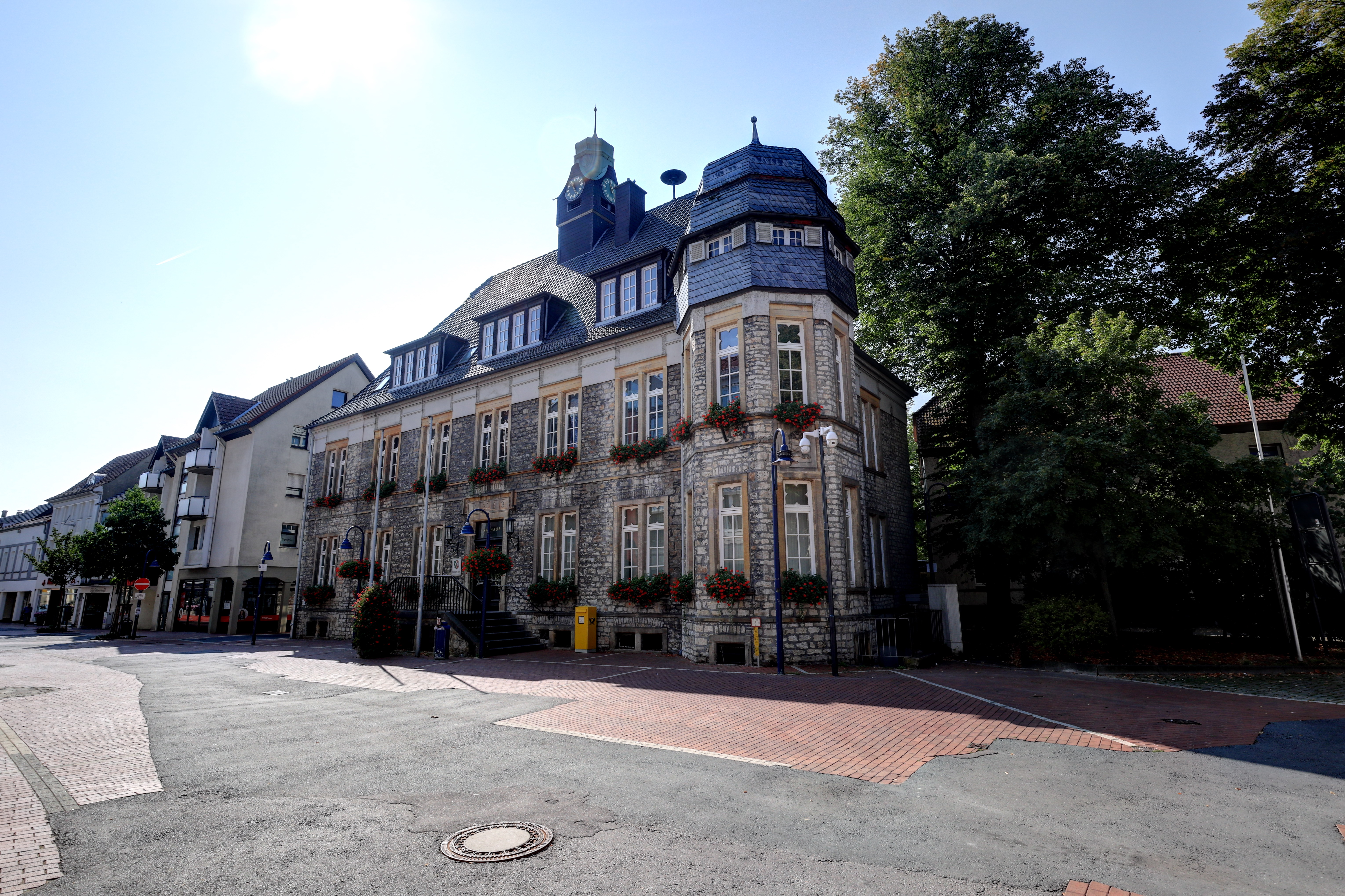
Altes Rathaus Lage

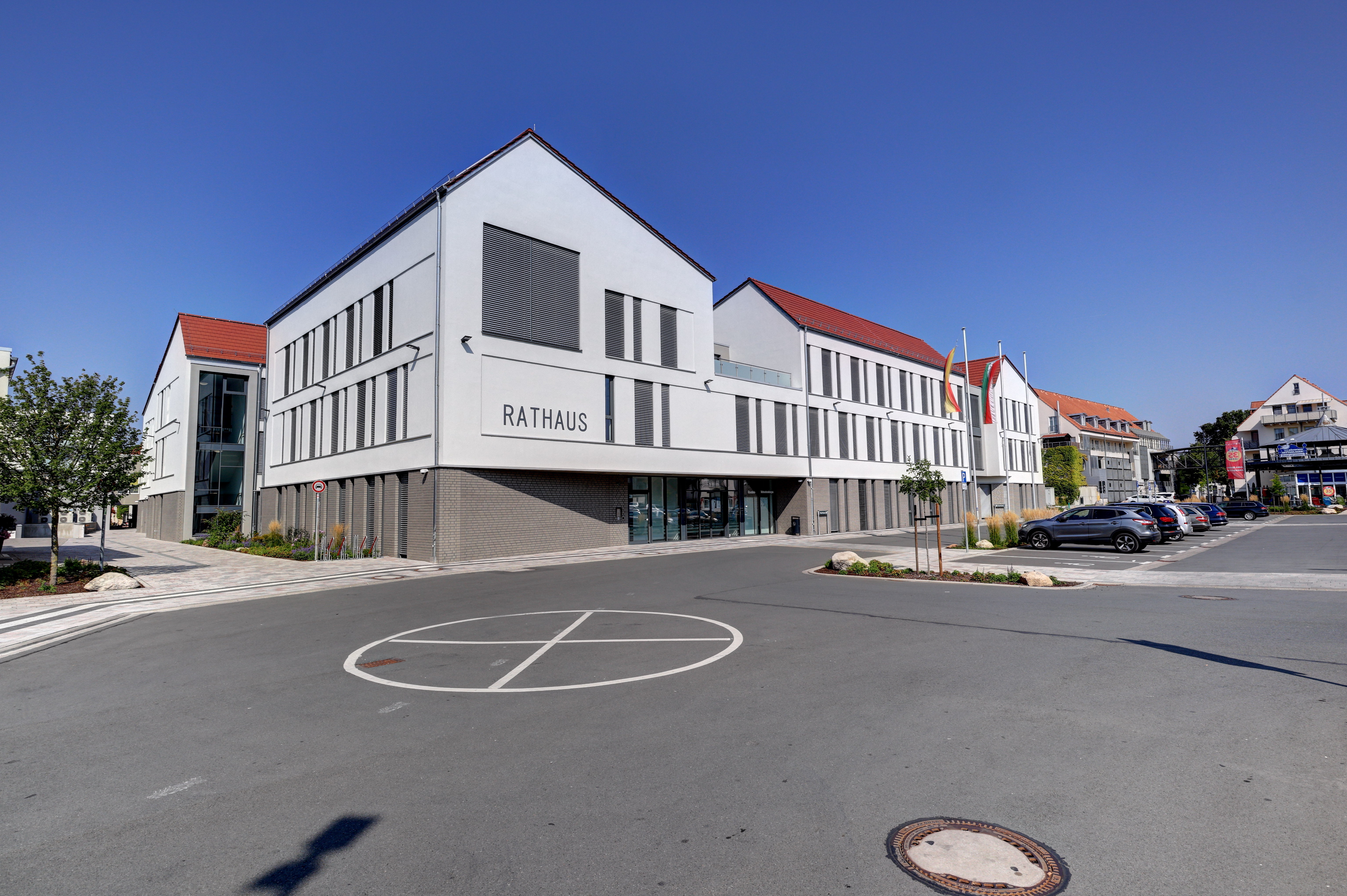
Neues Rathaus Lage

Der Ortsname Lage bezeichnet im Ursprung vermutlich ein niedriges, waldfreies, sumpfiges Areal zwischen Wäldern in der Werreaue. Diese topographische Ortsbezeichnung (früher oft mit Präposition und stets weiblichem Artikel gebraucht: „to der Lage“, nach der Lage) ging dann langsam auf die entstehende Ortschaft über.

### Der Ursprung Lages in der Marktkirche St. Johann

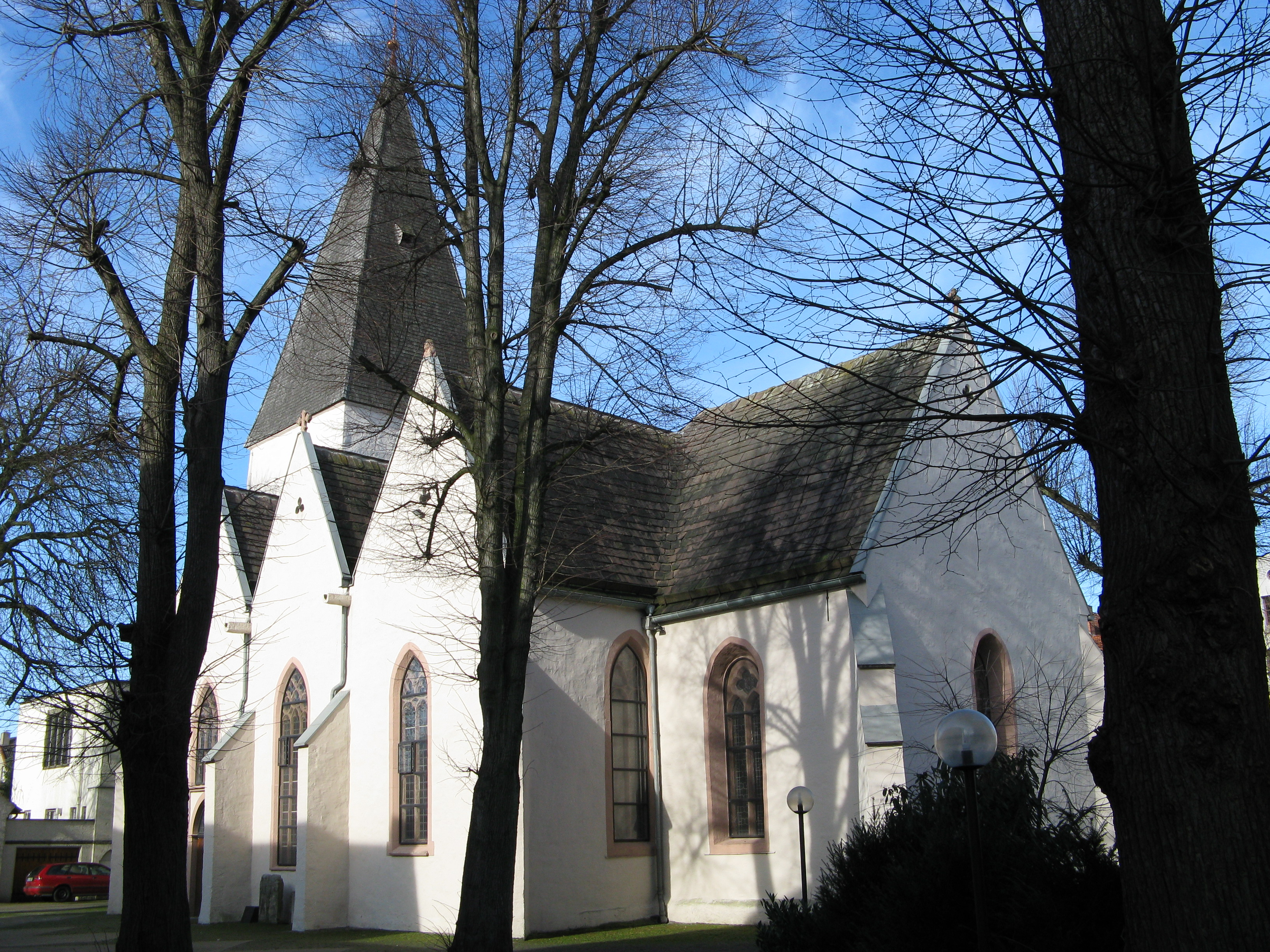
Ev.-ref. Marktkirche St. Johann

In einer Urkunde vom 1. Februar 1274 fand der Ort durch die folgende Formulierung seine erste Erwähnung: „Jordanus plebanus in Lagis“. Dadurch wird dem örtlichen Geistlichen bestätigt, dass er eine Art Leibrente erworben hat. Im Jahre 1274 kann von daher als Gründungsjahr des Ortes Lage gelten, wenngleich es nicht das Jahr der Stadtgründung ist.
Durch den kirchlichen Bezug der Erstnennung wird deutlich, wie wesentlich die ca. 1000-jährige Marktkirche für die Entwicklung Lages ist. Ihre Gründung geht auf die Zeit vor der ersten Jahrtausendwende zurück. Damals eroberten die Franken unter Karl dem Großen das Gebiet der heidnischen Sachsen. Recht schnell kamen Bestrebungen auf, in dem heidnischen Gebiet zu missionieren. Deshalb wurde als eine Stammkirche die Marktkirche gegründet. Der Standort war gut gewählt: Direkt an einer Furt der Werre, jedoch etwa drei Meter oberhalb der Werretalaue (aus Schutz vor Hochwasser), inmitten fruchtbaren Landes, entstand das Gotteshaus. Man nennt diese Stelle auch die „Keimzelle Lages“. Sie war gewissermaßen der Ausgangspunkt für die Besiedlung des umliegenden Gebietes, welches heute als Lage bekannt ist. Um die Marktkirche herum entstanden nach und nach Siedlungen, zuerst durch den Pfarrhof und eine Höfegruppe. Im Laufe der Zeit kamen weitere Höfe, erste klassische Wohnhäuser (Fachwerkhäuser) und eine Mühle hinzu.

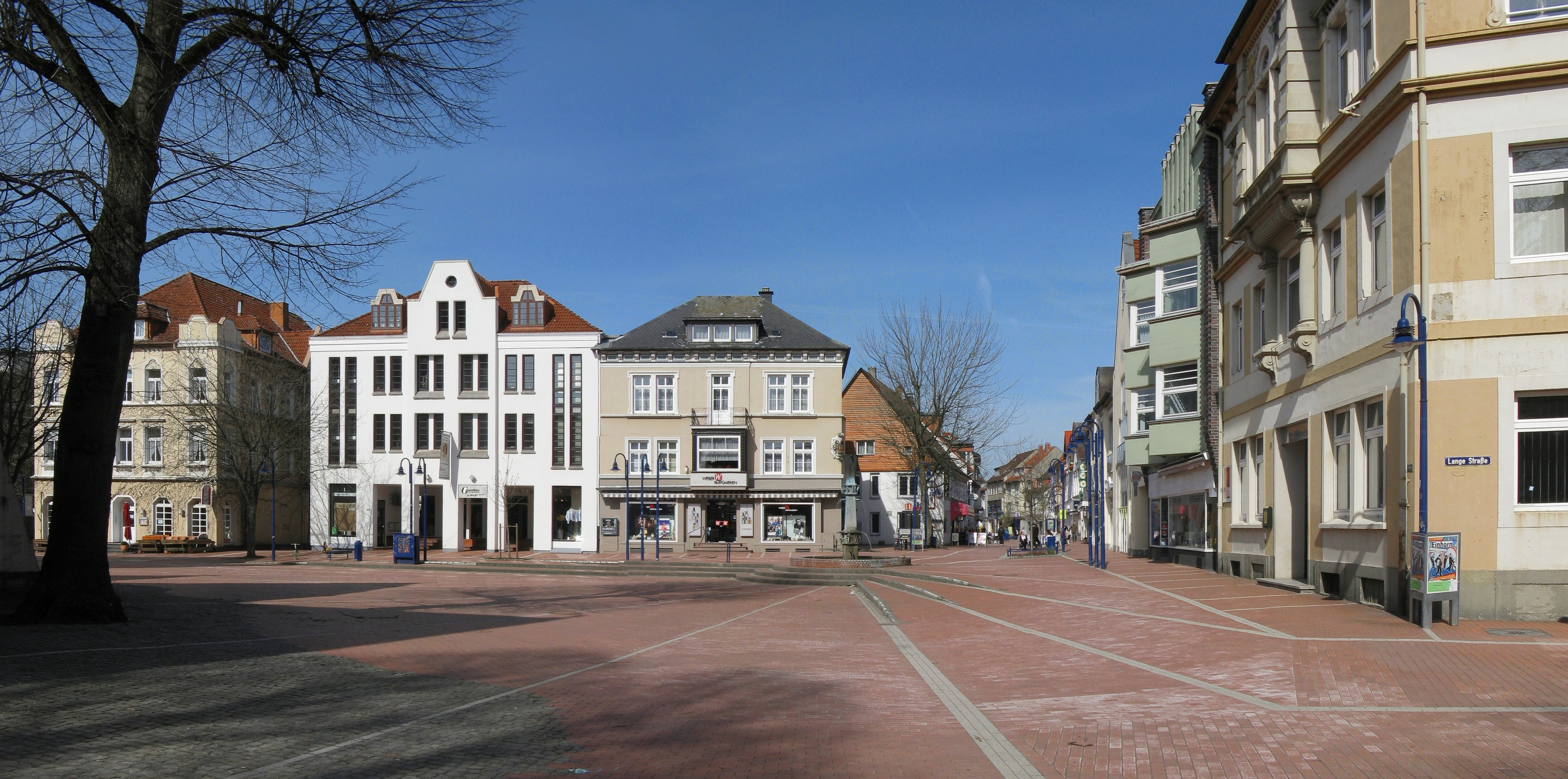
Marktplatz in der Innenstadt von Lage

### Die Entwicklung Lages vom Ort zur Stadt
Im Hochmittelalter erfreute sich der Ort bei einer vergleichsweise großen Zahl von Siedlern hoher Beliebtheit. Grund waren vermutlich die besonderen Privilegien der Bürger Lages, die sich durch die Erhebung des Ortes zum Weichbild erklären lassen. So verstärkte sich der Anstieg der Bevölkerungszahl weiter. Rasante Ausmaße nahm er jedoch erst zwischen dem 18. und 19. Jahrhundert an: 1823 hatte die Stadt 60 % mehr Einwohner als zum Ende des vorangegangenen Jahrhunderts. Die Siedlung hatte sich in diesem Zeitraum ebenfalls stark vergrößert und überschritt die mittelalterlichen Grenzen. Der Wunsch, endlich auch formal als Stadt anerkannt zu werden, verstärkte sich.
Ausgehend vom Jahr 1817 gab es deshalb intensive Bemühungen, die schließlich in der Verleihung der Stadtrechte im Jahr 1843 mündeten.

### Prägende Themen Lages als Stadt

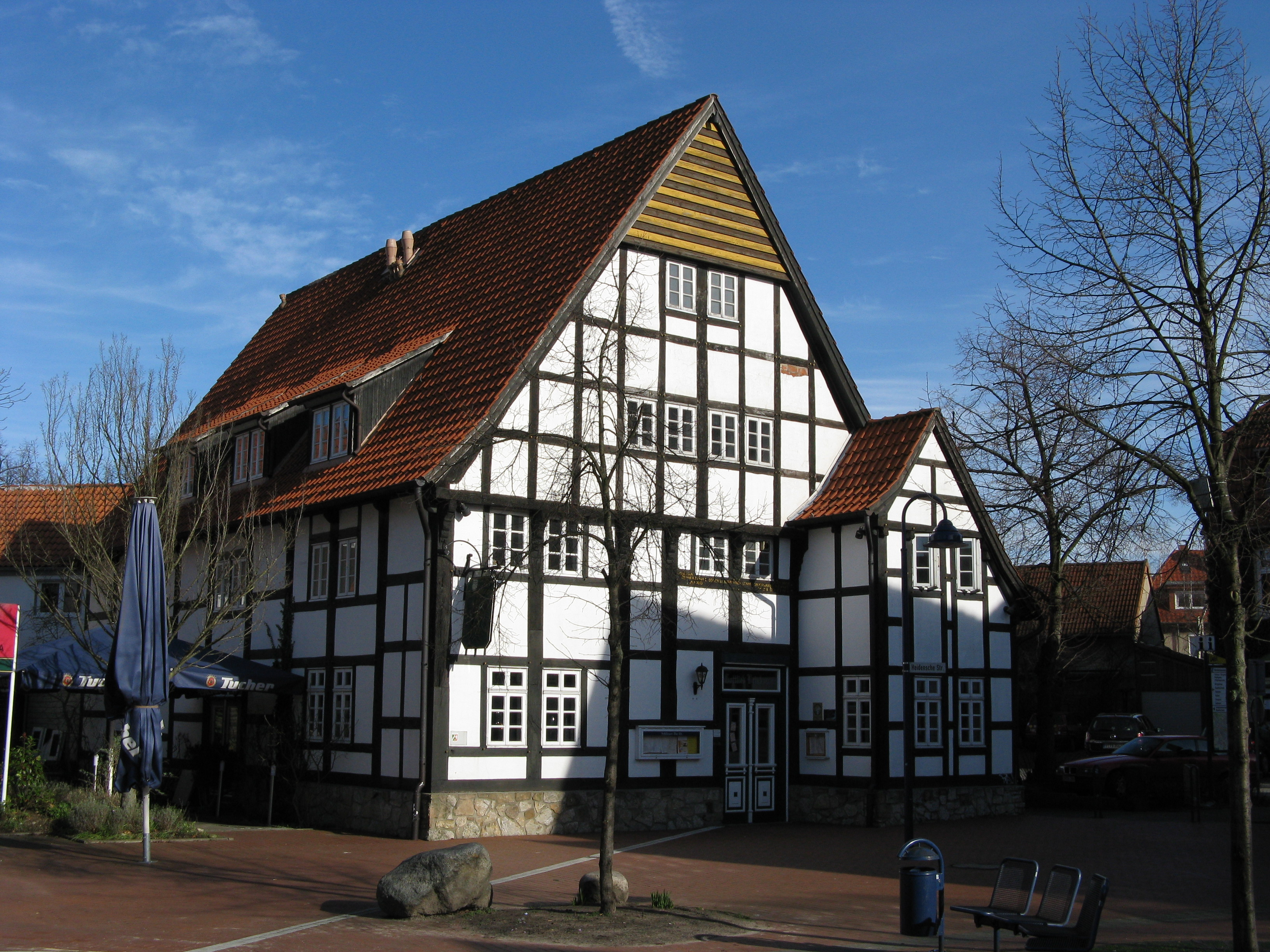
Das Haus Brinkmann nach seinem Wiederaufbau an der Heidenschen Straße

Im 18. und 19. Jahrhundert war Lage wichtigster Treffpunkt der lippischen Wanderziegler; das Ziegeleimuseum Lage hat unter anderem deren Geschichte zum Thema.
Der Zucker spielt für die Stadt seit dem 19. Jahrhundert eine große Rolle; jährlich im Herbst fahren Rübenwagen aus dem weiteren Umland zur 1884 gegründeten Lagenser Zuckerfabrik.

### Bombardierung der Stadt 1945
Bei drei schweren Luftangriffen der Amerikaner gegen Ende des Zweiten Weltkriegs im Februar und März 1945 starben etwa 80 Menschen und wurden große materielle Schäden angerichtet. Rund die Hälfte des Baubestandes Lages war beschädigt, etwa 400 Wohnungen wurden unbewohnbar. Die Angriffe galten dem Eisenbahnknotenpunkt, vor allem dem Bahnhofsgebäude und den Brücken über die Werre. Die Bahnstrecke Bielefeld–Lage hatte sich für die Wehrmacht zu einer wichtigen Umleitungsstrecke entwickelt. Am 19. März 1945 wurden beide Brückenbauwerke im Stadtgebiet zerstört. Zwangsarbeiter der sogenannten Organisation Todt bemühten sich zwar, die Brücken kurzfristig wieder befahrbar zu machen, dies gelang aber erst den Amerikanern, die die Stadt am 3. April 1945 eingenommen hatten.

### Nach dem Zweiten Weltkrieg
Nach dem Bau eines Leichtathletikstadions begriff man sich in Lage in den 1980er Jahren als „Stadt des Sports“; das Sportzentrum Werreanger wird vom Deutschen Leichtathletik-Verband (DLV) als Leistungsstützpunkt genutzt.

### Flugunfall 1979
Am 18. Juni 1979 stürzte während eines Übungsflugs ein Kampfflugzeug vom Typ F-4 „Phantom“ des Jagdgeschwaders 71 der Luftwaffe ab und fiel in ein Wohnhaus im Ortsteil Hagen. Die beiden Besatzungsmitglieder sowie fünf Einwohner kamen dabei ums Leben. Im Anschluss an eine unerlaubte Begrüßungsschleife über dem Elternhaus des Kopiloten versagte der Nachbrenner des Flugzeugs und löste somit die Katastrophe aus. Allein die Tatsache, dass die Unfallmaschine auf Grund der Teilunterkellerung im zerstörten Wohnhaus stecken blieb, verhinderte einen Unfall wesentlich größeren Ausmaßes.

### Lage als Verkehrsknotenpunkt
Bedeutsam ist Lages Funktion als Verkehrsknotenpunkt. Aus sehr alten Wegen, die an der Werrefurt aus verschiedenen Richtungen aufeinander zuliefen, wurden in der Moderne Bundesstraßen und Eisenbahnlinien. Auch der mittelalterliche Aufstieg zum Kirchort und Marktflecken, später vom Weichbild zur Ackerbürgerstadt, war seiner verkehrsgeografischen Funktion geschuldet.
Heute ist Lage Kreuzungspunkt der Bundesstraße 66, die in Richtung Nordost nach Lemgo führt und in Richtung Westsüdwest nach Bielefeld, und der Bundesstraße 239, die in nordnordwestliche Richtung nach Bad Salzuflen und in Richtung Südost nach Detmold führt.
Entlang der durch die Bundesstraßen beschriebenen Verbindungen zu den Nachbarstädten führen grob die Bahngleise.

### Krankenhaus
Lage hat seit 1982 kein eigenes Krankenhaus mehr. Die Standorte Detmold und Lemgo des Klinikums Lippe sind etwa zehn Kilometer entfernt.

### Religionen
In Lage gibt es eine Vielzahl unterschiedlicher Religionsgemeinschaften. Da Lage allerdings im protestantisch geprägten Lippe liegt, ist die Anzahl evangelischer Gemeinden vorherrschend.
Die Stadt Lage hat derzeit folgende Gemeinden:
- vier evangelisch-reformierte Gemeinden (Lippische Landeskirche): Lage, Heiden, Kachtenhausen, Stapelage-Müssen.
- eine evangelisch-lutherische Gemeinde in der Lippischen Landeskirche und eine evangelisch-lutherische Gemeinde in der Selbständigen Evangelisch-Lutherischen Kirche
- vier Baptisten-Gemeinden, davon eine im Bund Evangelisch-Freikirchlicher Gemeinden
- zwei islamische Gemeinden (Mehmet-Akif-Moschee des DITIB und Fatih-Moschee des IGMG)
- eine Mennoniten-Gemeinde
- zwei Pfingstgemeinden der BFECG
- eine Gemeinde der Siebenten-Tags-Adventisten
- eine Gemeinde der Evangelisch-methodistischen Kirche
- eine römisch-katholische Kirchengemeinde St. Peter und Paul
- eine neuapostolische Gemeinde
- eine Gemeinde der Zeugen Jehovas
- eine Gemeinde messianischer Juden

Bemerkenswert ist die Anzahl der relativ vielen freikirchlichen Gemeinschaften. Dies kommt daher, dass in Lage seit Mitte der 1960er Jahre und besonders seit Beginn der 1990er Jahre zahlreiche deutschstämmige Aussiedler und Spätaussiedler aus Osteuropa und ehemaligen UdSSR-Republiken sesshaft geworden sind, von welchen sich eine Mehrheit zu den Freikirchen bekennt.

### Konfessionsstatistik
Laut Zensus waren am 9. Mai 2011 9,1 % der Einwohner römisch-katholisch, 48,9 % evangelisch und 41,9 % gehörten anderen Konfessionen oder Religionsgemeinschaften an oder waren konfessionslos. Ende 2016 waren von den 37.542 Einwohnern 3.281 (8,7 %) römisch-katholisch, 44,4 % evangelisch und 17.623 (46,9 %) gehörten anderen Konfessionen oder Religionsgemeinschaften an oder waren konfessionslos. Ende 2019 war die Hälfte der Bürger weder evangelisch noch katholisch.

### Eingemeindungen
Aufgrund von § 1 des Gesetzes zur Neugliederung des Kreises Detmold vom 2. Dezember 1969 wurden mit Wirkung vom 1. Januar 1970 die bisherige Stadt Lage und die Gemeinden Billinghausen, Ehrentrup, Hagen, Hardissen, Hedderhagen, Heiden, Heßloh, Hörste, Müssen, Ohrsen, Pottenhausen, Waddenhausen und Wissentrup sowie die Gemeinde Kachtenhausen (Kreis Lemgo) zu einer neuen Gemeinde zusammengeschlossen, die in den Kreis Detmold eingegliedert wurde. Die Gemeinde erhielt den Namen Lage und führt die Bezeichnung „Stadt“. Dabei wurden Teile der bisherigen Gemeinde Kachtenhausen in die Stadt Oerlinghausen (Kreis Lemgo) und Teile der bisherigen Gemeinde Hörste in die Gemeinde Augustdorf eingegliedert.

### Einwohnerentwicklung
Stand: in der Regel am 31. Dezember des Jahres; 1970 am 1. Januar; 1974 am 30. Juni

Einwohnerentwicklung von Lage von 1970 bis 2016

| Jahr | Einwohner |
| ---- | --------- |
| 1970 | 30.949    |
| 1974 | 31.799    |
| 1977 | 31.929    |
| 1982 | 32.007    |
| 1987 | 31.668    |
| 1992 | 34.965    |
| 1997 | 35.846    |
| 2002 | 36.333    |
| 2007 | 35.753    |

| Jahr | Einwohner |
| ---- | --------- |
| 2009 | 37.409    |
| 2010 | 37.272    |
| 2012 | 34.636    |
| 2014 | 34.719    |
| 2015 | 37.462    |
| 2016 | 37.419    |
| 2017 | 35.166    |
| 2020 | 37.263    |
| 2022 | 35.423    |

## Politik

### Stadtrat
Der Lagenser Stadtrat besteht derzeit aus 40 Ratsherren und Ratsfrauen. Hinzu kommt der Bürgermeister als Ratsvorsitzender. Im Diagramm ist die Sitzverteilung nach der Kommunalwahl am 13. September 2020 dargestellt.
- SPD: 11
- Grüne: 8
- FW/BBL: 2
- FDP: 3
- Aufbruch C: 2
- CDU: 11
- AfD: 3

Die folgende Tabelle zeigt die Kommunalwahlergebnisse seit 1975:
| [ 20 ] [ 21 ] [ 22 ] | 2020    | 2020    | 2014    | 2014    |
| Partei               | Sitze   | %       | Sitze   | %       |
| -------------------- | ------- | ------- | ------- | ------- |
| CDU                  | 11      | 29,10   | 14      | 34,54   |
| SPD                  | 11      | 28,01   | 13      | 32,68   |
| B90/Die Grünen       | 08      | 19,11   | 05      | 13,32   |
| BBL1                 | 0−      | −       | 02      | 04,62   |
| FDP                  | 03      | 07,04   | 02      | 05,22   |
| FWG/BBL e. V.2       | 02      | 03,92   | 02      | 05,10   |
| AUFBRUCH C           | 02      | 06,32   | 02      | 04,51   |
| AfD                  | 03      | 06,51   | −       | −       |
| Gesamt3              | 40      | 100     | 40      | 100     |
| Wahlbeteiligung      | 49,24 % | 49,24 % | 50,25 % | 50,25 % |

| [ 23 ] [ 24 ] [ 25 ] | 2009    | 2009    | 2004    | 2004    | 1999    | 1999    | 1994    | 1994    | 1989    | 1989    | 1984    | 1984    | 1979    | 1979    | 1975    | 1975    |
| Partei               | Sitze   | %       | Sitze   | %       | Sitze   | %       | Sitze   | %       | Sitze   | %       | Sitze   | %       | Sitze   | %       | Sitze   | %       |
| -------------------- | ------- | ------- | ------- | ------- | ------- | ------- | ------- | ------- | ------- | ------- | ------- | ------- | ------- | ------- | ------- | ------- |
| CDU                  | 16      | 38,79   | 16      | 41,03   | 18      | 40,49   | 17      | 36,29   | 13      | 29,09   | 16      | 34,57   | 17      | 37,02   | 18      | 40,12   |
| SPD                  | 11      | 26,38   | 11      | 30,39   | 17      | 38,97   | 18      | 40,17   | 19      | 41,04   | 21      | 45,51   | 22      | 49,27   | 21      | 46,76   |
| B90/Die Grünen       | 04      | 10,52   | 03      | 06,91   | 03      | 07,17   | 04      | 09,08   | 03      | 07,78   | 04      | 09,95   | −       | −       | −       | −       |
| BBL1                 | 04      | 10,13   | 04      | 10,22   | 0−      | 0−      | 0−      | 0−      | 0−      | −       | 0−      | 0−      | −       | −       | −       | −       |
| FDP                  | 03      | 08,25   | 02      | 05,11   | 03      | 06,26   | 03      | 06,95   | 06      | 12,81   | 04      | 09,97   | 06      | 13,71   | 06      | 13,12   |
| FW/BBL e. V.2        | 02      | 05,93   | 02      | 06,35   | 03      | 07,11   | 03      | 07,51   | 04      | 09,29   | −       | −       | −       | −       | −       | −       |
| Gesamt3              | 40      | 100     | 38      | 100     | 44      | 100     | 45      | 100     | 45      | 100     | 45      | 100     | 45      | 100     | 45      | 100     |
| Wahlbeteiligung      | 52,28 % | 52,28 % | 57,62 % | 57,62 % | 55,62 % | 55,62 % | 82,72 % | 82,72 % | 67,76 % | 67,76 % | 70,24 % | 70,24 % | 75,38 % | 75,38 % | 88,24 % | 88,24 % |

1 Bürgerbewegung für Lage

2 Freie Wählergemeinschaft Lage / Bürgerbewegung für Lage e. V.

3 ohne Berücksichtigung von Rundungsdifferenzen

Sitzverteilung im Stadtrat von 2009 bis 2014
Zum Vergleich: Sitzverteilung im Stadtrat von 2004 bis 2009
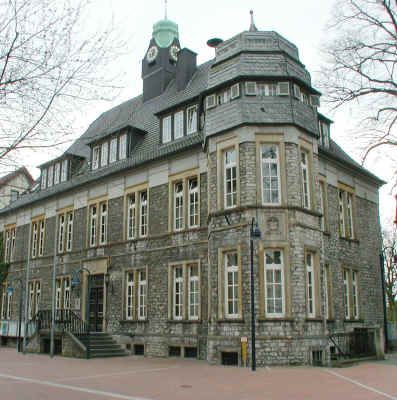
Rathaus der Stadt

### Bürgermeister
Bürgermeister von Lage ist Matthias Kalkreuter (SPD), der sich in einer Stichwahl am 16. Juni 2019 mit 61,23 % durchsetzte. Sein Vorgänger Christian Liebrecht (CDU) war von 2004 bis 2019 Bürgermeister der Zuckerstadt. Er wurde bei einer Stichwahl am 10. Oktober 2004 mit 60,5 % der gültigen Stimmen gewählt. 2009 wurde er mit 55,20 % und 2015 mit 60,18 % wiedergewählt. Sein Vorgänger war Wilfried Siekmöller (SPD), der am 26. September 1999 in einer Stichwahl mit 50,6 % der gültigen Stimmen erhielt.

### Abgeordnete
Lage gehört zum Landtagswahlkreis Lippe I, in dem bei der Landtagswahl 2022 Klaus Hansen (CDU) als Direktkandidat gewählt wurde. Auf Bundesebene gehört Lage zum Bundestagswahlkreis Lippe I, in dem bei der Bundestagswahl 2021 Jürgen Berghahn (SPD) als Direktkandidat gewählt wurde.

### Wappen
| Wappen der der Stadt Lage | Blasonierung: „Das Stadtwappen stellt in Gold (Gelb) ein blaues nach links gewendetes Pflugeisen dar.“ |
| Wappen der der Stadt Lage | Wappenbegründung: Mit Urkunde des Regierungspräsidenten in Detmold vom 3. Juli 1970 ist der Stadt Lage zuletzt das Recht verliehen worden, ein Wappen, eine Flagge und ein Dienstsiegel zu führen. Bereits am 19. November 1954 verlieh der nordrhein-westfälische Innenminister erstmals Wappen, Flagge und Dienstsiegel. Der erste Abdruck eines Siegels von 1601 zeigt den linksgewendeten Pflug. Der Wappenstein des Rathausturms von 1663 zeigt den Pflug nach rechts gewendet. Im Geländer des Rathauses von 1956 findet man wiederum den nach linksgewendeten Pflug. Erst zwei Jahre vorher war der Stadt ein Siegel mit der ältesten nachweisbaren Darstellung des Pfluges verliehen worden. Nach dem Ersten Weltkrieg führte Lage die Stadtfarben rot und grün, da das verwendete Wappen einen roten Balken aufwies. 1933 wurden die Farben der Lippischen Städte neu festgelegt. In Lage wählte man die Farben Gelb und Blau. |

### Flagge

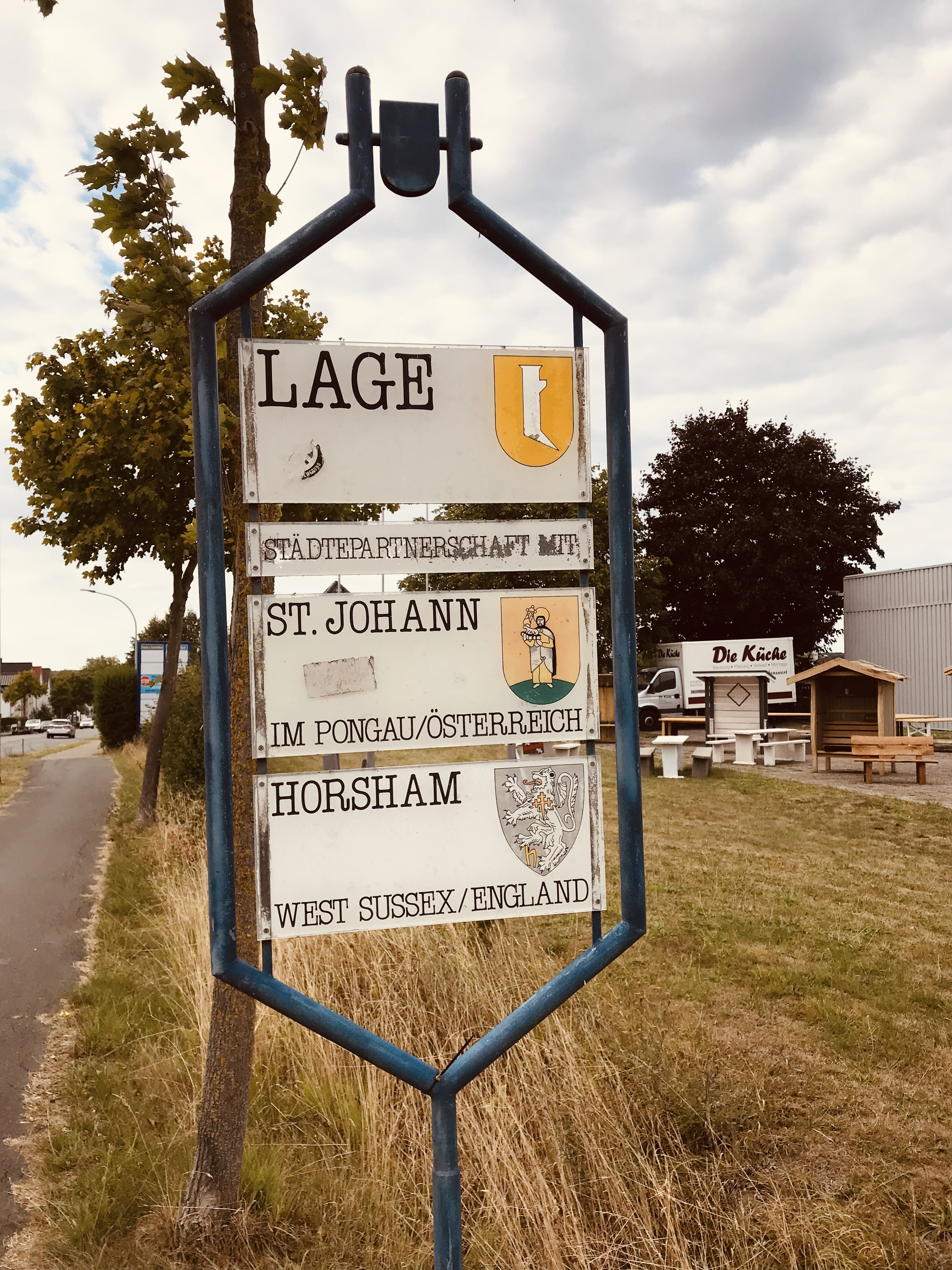
Tafel der Partnerstädte der Stadt Lage

|  | 00Hissflagge: „Die Flagge ist blau-gelb geteilt.“ |

### Städtepartnerschaften
Seit 1977 unterhält die Lage zur Stadt St. Johann im Pongau (Österreich) eine freundschaftliche Städteverbindung. Etwa alle zweieinhalb Jahre fährt ein Sonderzug in die Partnerstadt. Bis zu 550 Personen nehmen an diesen Reisen teil. Viele Lagenser Schülerinnen und Schüler sind dabei in St. Johann erstmals Ski gelaufen. Die St. Johanner Bauernkapelle oder die Bürgermusik nehmen am Schützenfest in Lage teil.
Die jüngere Partnerschaft besteht zu Horsham (Großbritannien). Seit 1985 finden regelmäßige Besuche der Bürger statt. Insbesondere das Lagenser Gymnasium und die Partnerschulen in Horsham pflegen einen regen Austausch.
Vom 1. Juni 1984 bis zum 31. Dezember 2002 gab es eine Patenschaft mit dem Panzerbataillon 214 in Augustdorf. Gegründet wurde sie anlässlich des 25-jährigen Bestehens des Bataillons. Am 4. Dezember 1997 wurde die Patenschaft bekräftigt und ein Patenschaftsschild wurde feierlich übergeben. Sie endete mit der Außerdienststellung des Bataillons.

## Kultur und Sehenswürdigkeiten

### Bauwerke

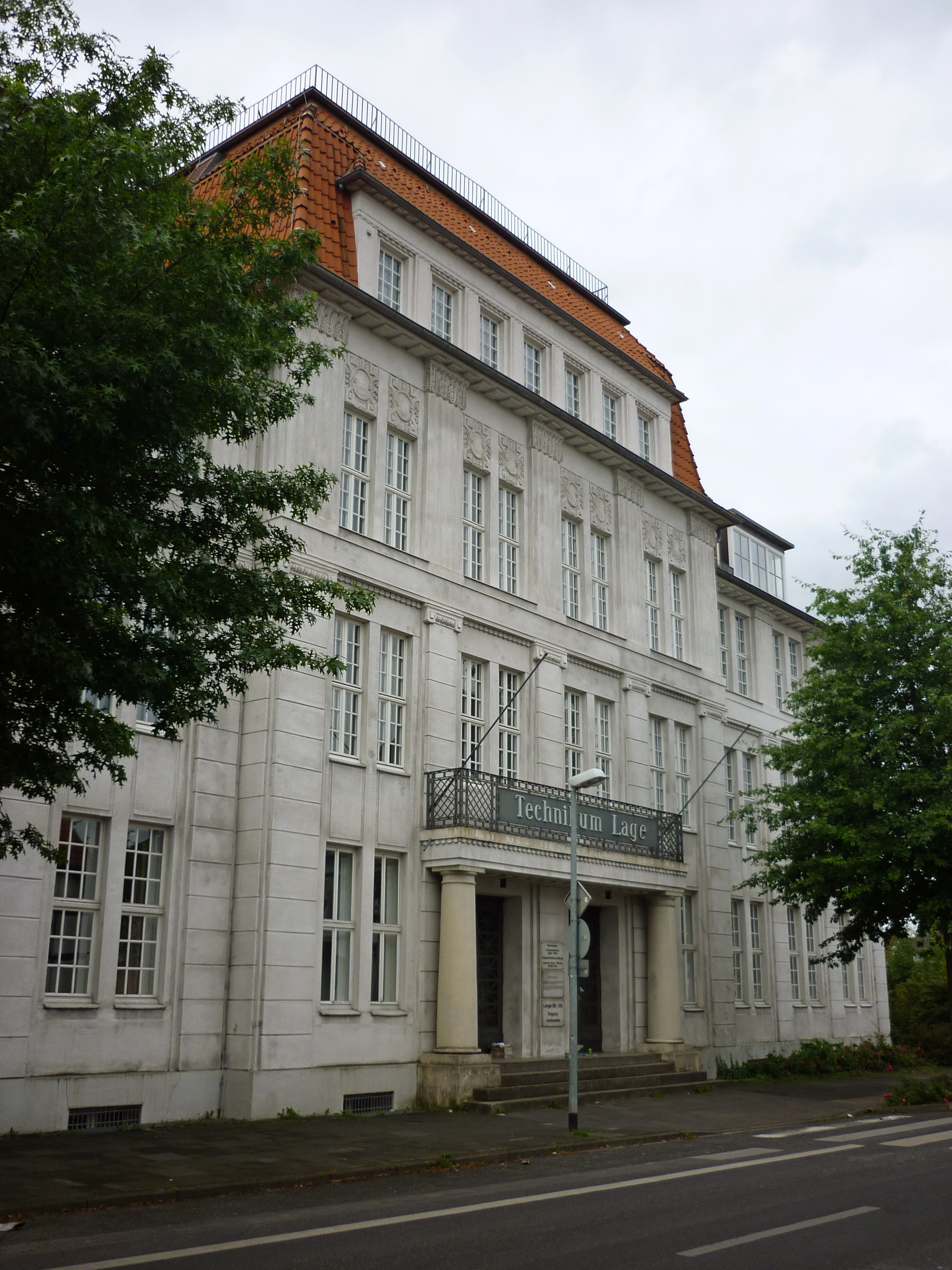
VHS und Musikschule im ehemaligen Technikum

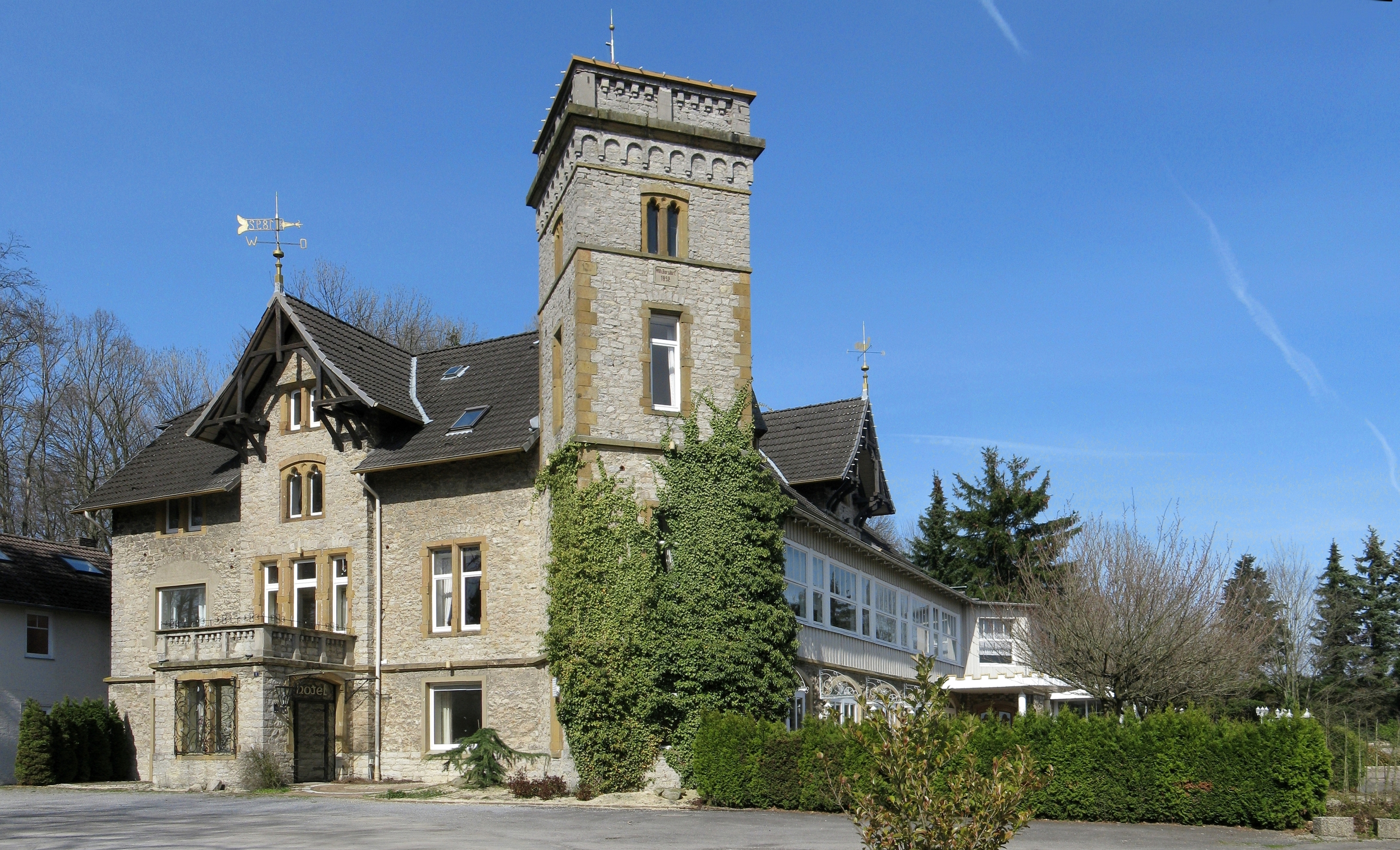
Die Wilhelmsburg am Lager Berg in Lage

Die Marktkirche St. Johann wurde im 10. Jahrhundert errichtet und zur romanischen einschiffigen Kirche umgebaut. Im 15. Jahrhundert erfolgte der Umbau zur heutigen spätgotischen, dreischiffigen Hallenkirche. Die Marienglocke von 1518 gilt als eine der ältesten Kirchenglocken Lippes.
- Schloss Iggenhausen

Das neugotische Herrenhaus wurde um die erste Jahrtausendwende vom Kloster Corvey erworben. Das Schloss befindet sich in Privatbesitz, so dass nur die Außenanlagen besichtigt werden können. Das Schloss war eine mittelalterliche Turmhügelanlage, von der noch Teile der Ringmauer erhalten sind.
- Altes Amtsgericht

1879 bis 1881 in klassizistischen Formen erbaut. 1979 wurde das Amtsgericht aufgelöst und das Gebäude einer neuen Nutzung zugeführt. Es beherbergt heute eine Anwaltssozietät.
- Altes Gefängnis

Kleines Haus im Stile eines Kottens in der Plaßstraße. Diente hauptsächlich der Unterbringung der Angeklagten für die Dauer der Verhandlung am Amtsgericht. Hat heute eher musealen Charakter.
- Rathaus

1863 in neugotischen Formen errichtet. 1904/05 durch Gustav Messmann aufgestockt und in Formen des Jugendstils verändert.
- Technikum Lage (Ingenieurschule)

Das Hauptgebäude wurde 1924 bis 1926 im neoklassizistischen Stil erbaut. Ab 1971 wurde es in die Fachhochschule Lippe, heute Technische Hochschule Ostwestfalen-Lippe, eingegliedert, 10 Jahre später löste man diese Abteilung in Lage jedoch wieder auf. 1988 wurde das Gebäude unter Denkmalschutz gestellt und schließlich 1993 von der Stadt erworben, umgebaut und restauriert. Seit 1995 beherbergt das ehemalige Technikum die Städtische Musikschule Lage, die Volkshochschule Lippe-West und die Dotti-Stiftung.
- Wilhelmsburg

1892 von Freiherr Wilhelm Borsdorf in Anbetracht der damaligen Begeisterung für Kaiser und Reich als Herberge für Reisende erbaut. Die beliebte Ausflugsstätte erinnert an eine mittelalterliche Wehranlage. Sie wurde auf erhöhter Lage am Rande des Lagenser Stadtwaldes errichtet und bietet daher einen herrlichen Ausblick auf den Teutoburger Wald und auf das lippische Bergland. Heute beherbergt die Wilhelmsburg ein großes asiatisches Restaurant.
- Wohnbauten

Von den zahlreichen Fachwerkbauten, die den Ortskern früher prägten, blieben nur wenige erhalten. Zu den ältesten gehört das 1648 bezeichnete Haus Seppmann (Bergstraße 23), das mit geschnitzten Füllbrettern versehen ist. Es wurde laut Inschrift 1648 erbaut und 1922/23 durchgreifend erneuert. Aus derselben Zeit dürfte das Geschäftshaus Lange Straße 64 stammen, das um 1640/50 errichtet und 1912 mit einem Anbau versehen wurde. Weitere Fachwerkbauten weist die Rhienstraße auf. Bei dem Haus mit der Nummer 6 (Gaststätte „Kleiner Schröder“) handelt es sich um ein um 1700 entstandenes Dielenhaus, das ebenso über eine Auslucht verfügt wie das 1658 datierte Gebäude mit der Hausnummer 32. Nur wenig jünger ist Rhienstraße 43, ein 1663 erstellter Zweiständerbau.
Kritiker werfen der Stadt vor, bis in die jüngste Vergangenheit hinein wenig behutsam mit der historischen Bausubstanz in der Innenstadt von Lage umgegangen zu sein. So musste das Brinkmannsche Haus, ein gut erhaltener Dreiständer-Fachwerkbau von 1658, 1983 einem als „Westtor“ bezeichneten Neubaukomplex weichen. Zwar wurde das Haus kurz darauf an der Heidenschen Straße wieder aufgebaut, doch wurde dabei die originale Bausubstanz fast vollkommen vernichtet und nur wenige alte Balken wieder verwendet. Trotz des weitgehenden Verlusts der Denkmaleigenschaft wird das Gebäude nach wie vor in der Denkmalliste der Stadt Lage geführt.
Zu den bedeutendsten und ältesten profanen Bauwerken des Ortes gehörte bis 2004 die sogenannte „Alte Burg“ an der Friedrich-Petri-Straße, die ursprünglich wohl als Vogtei diente. Der Fachwerkbau wurde dendrochronologisch auf das Jahr 1618 datiert. Da notwendige Unterhaltungsmaßnahmen an dem zuletzt im Besitz der Stadt befindlichen und unter Denkmalschutz stehenden Gebäude unterblieben, wurde es schließlich wegen Baufälligkeit abgebrochen.

### Museen
Das Westfälische Industriemuseum Ziegelei Lage liegt nördlich des Stadtzentrums im Ortsteil Hagen. Es zeigt sowohl die vorindustrielle als auch die maschinelle Ziegelproduktion. Weiterhin zeigt eine Ausstellung, wie die lippischen Wanderziegler gelebt und gearbeitet haben. Das Museum bietet Schauvorführungen und spezielle Erlebnisangebote für Kinder.

### Theater
Im Bürgerhaus der Stadt tritt seit 2007 die Schauspielschar LaBüVISION aus Lage auf. Sie spielen Komödien, Dramen, Märchen und andere Theatergenres. Bekannt in Lage ist ebenfalls die Theater AG des Gymnasiums, welche jedes Jahr im Frühling ein Stück veröffentlicht.

### Musik
Die Musikschule Lage wurde 1981 gegründet und ist seit 1995 im Technikum beherbergt. 800 Schüler erhalten von einem ca. 25-köpfigen Kollegium Elementar-, Instrumental-, Gesangs- und Ensembleunterricht in Klassik, Jazz und Pop. Jährlich werden etwa 80 Veranstaltungen vom Klassenvorspiel über Schülerkonzerte bis zur Reihe „Musik tut gut“ durchgeführt.
Seit 2005 findet am jeweils letzten Donnerstag im Monat ein JazzCocktail im Brinkmannschen Haus. Bei diesen Konzerten spielen kleine Besetzungen (Duo oder Trio) mit Gesang Unterhaltsames aus Jazz, Chanson, Pop bei freiem Eintritt.
Der Männergesangverein Liederheim Lage e. V. wurde im Jahre 1889 gegründet und hat heute ca. 35 aktive Sänger im Alter von ca. 22 bis 80 Jahren. Sein Repertoire umfasst hauptsächlich klassische Chorwerke, aber auch aktuelle Musikstücke aus der Welt des Schlagers und Pop. Neben der musikalischen Arbeit veranstaltet der MGV Liederheim seit 1960 jährlich eine große Karnevalssitzung, die wegen ihres bundes- und lokalpolitischen Kolorits weit über die Stadtgrenzen hinaus bekannt ist.

### Parks
Der städtische Friedenspark erstreckt sich über etwa 2,1 ha und liegt am nordöstlichen Rand des Altstadtkerns. Aus dem ehemaligen Friedhof der evangelischen Kirchengemeinde entstand 1956 der Park. Er ist vollständig von einer Kalksteinmauer umgeben. Am Westrand steht ein Ehrenmal für die Gefallenen der Weltkriege, außerdem sind einige Grabsteine erhalten. Der Park ist öffentlich zugänglich.

### Naturdenkmäler

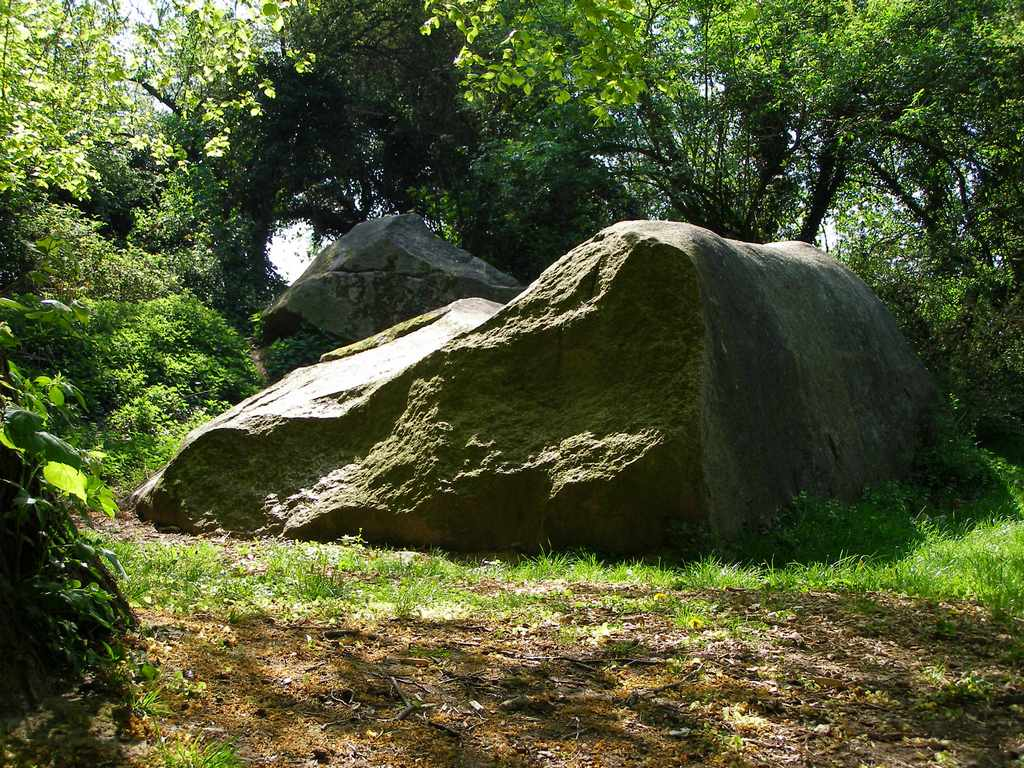
Die Johannissteine

Die Johannissteine sind große Granitfindlinge, die von Eiszeitgletschern an ihren jetzigen Ort nahe der Bundesstraße 239 in Richtung Detmold geschoben wurden.

### Sport
- LC Lage: Volleyball, Beachvolleyball[35]
- TuS Müssen-Billinghausen: Der etwa 1000 Mitglieder starke Verein gliedert sich in die Abteilungen Handball, Breitensport und Karneval.
- Die TG Lage wurde 1862 unter dem Namen Turngemeinde Lage gegründet. Die TG Lage hat ca. 1000 Mitglieder. Überregional bekannt wurde der Verein vor allem durch die Erfolge seiner Triathleten, die sowohl als Einzelsportler immer wieder für positive Schlagzeilen sorgen, und im Mannschaftsbereich, wo sie 2007 mit ihrer ersten Mannschaft in die Triathlon-Regionalliga aufgestiegen sind.
- SuS Lage: Fußball, Judo, Badminton, Turnen, Karate
- RSV Hörste von 1920 e. V.: Fußball, Karate, Tischtennis, Turnen, Volleyball, Laufsport und Nordic Walking
- TuS v. 1913 Kachtenhausen e. V.: Verein mit 1500 Mitgliedern im Ortsteil Kachtenhausen. Angebot: Tennis, Badminton, Turnen, Fußball, American Football
- BSV Müssen: Verein mit 500 Mitgliedern im Ortsteil Müssen. Angebot: Fußball, Gymnastik, Turnen, Jazztanz, Darts
- GHSV Lage e. V.: Gebrauchshundesportverein mit den Abteilungen Schutzdienst, Obedience und Agility. Mitglieder der Agility-Abteilung nehmen regelmäßig an den Qualifikationsläufen zu den Weltmeisterschaften im Agility teil. Auf dem Hundeplatz in Lage-Müssen finden alljährlich Seminare internationaler Sportler statt, darunter Emiel Vervoort aus Belgien und Silvia Trkman aus Slowenien (Weltmeisterin Agility 2003 und 2005).
- Die LG Lage-Detmold-Bad Salzuflen ist die älteste Leichtathletikgemeinschaft Deutschlands. Im Jahr 1963 wurde die LG Lage-Detmold-Bad Salzuflen (damals noch LG Lage) aus den Vereinen „SuS Lage“ und „Turngemeinde Lage“ gegründet. Aktuell hat der Verein sehr starke Langstreckler wie zum Beispiel Silvia Krull, die beim Marathon in Berlin 2007 die zweitschnellste deutsche Frau war und auch westdeutsche Meisterin über die Halbmarathondistanz ist.

### Regelmäßige Veranstaltungen
Jährlich am zweiten Märzwochenende begehen die Lagenser den Frühjahrsmarkt mit Kirmes. Am dritten Samstag im Mai ist Blumen- und Pottmarkt. Am ersten Juniwochenende ist Bauernmarkt. Am ersten Oktoberwochenende ist seit 1928 Reinholdi-Markt mit Kirmes im Ortsteil Pottenhausen. Am letzten Oktoberwochenende ist in der Innenstadt Martini-Markt mit Kirmes. Eine Woche später ist im Ortsteil Hörste Hörster Kirmes. Im Dezember ist auf dem Lagenser Marktplatz Weihnachtsmarkt mit kulturellem Rahmenprogramm

## Infrastruktur und Wirtschaft

### Verkehr

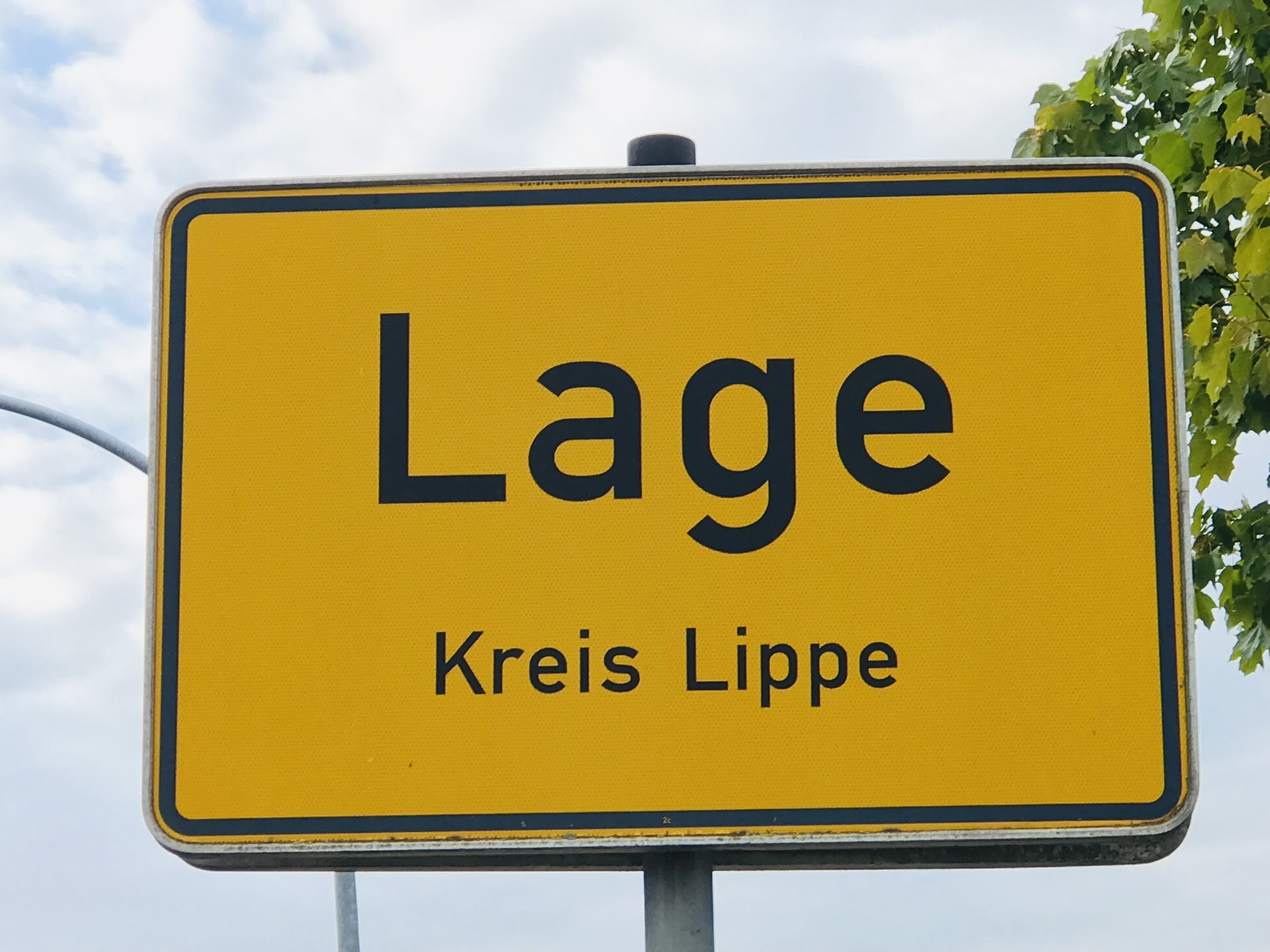
Lagenser Ortseingangsschild

#### Schienen- und Busverkehr

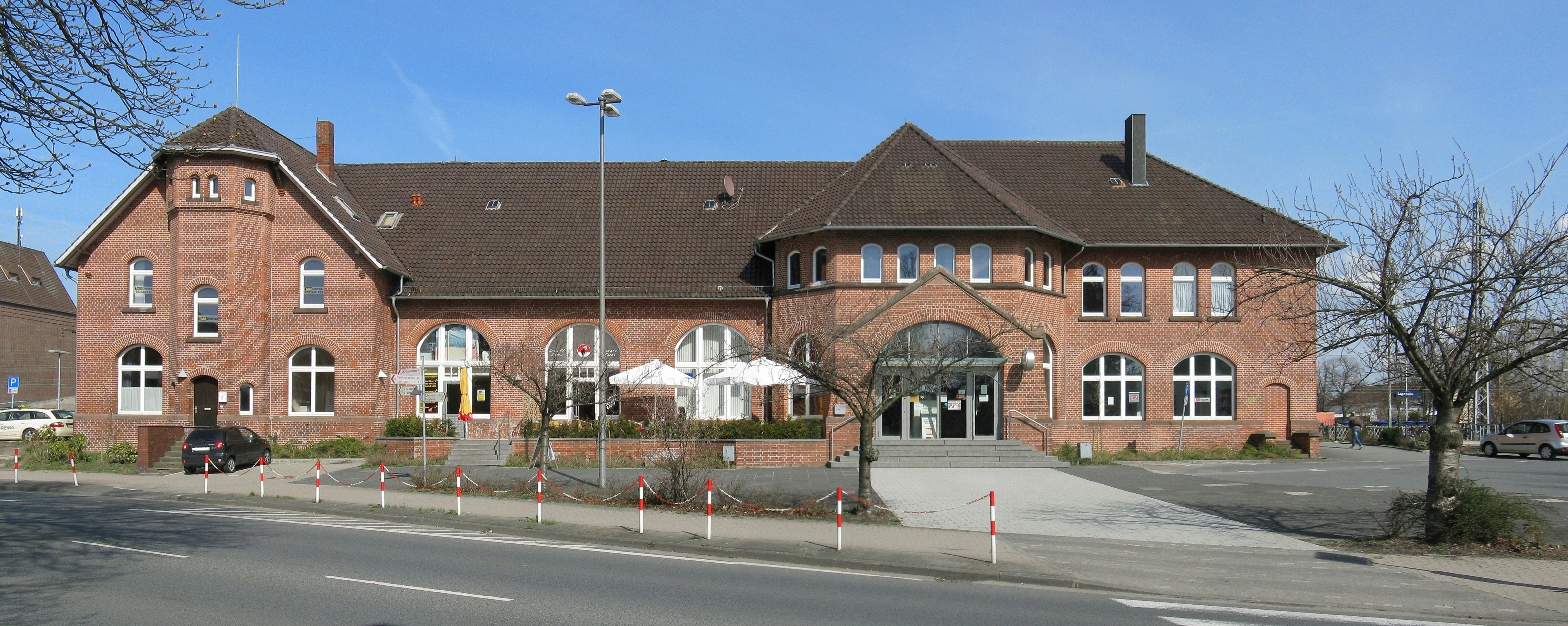
Bahnhof Lage (Lippe)

Der Bahnhof Lage (Lippe) liegt an der Bahnstrecke Herford–Altenbeken, die sich hier mit der Begatalbahn kreuzt.
Mit dem Bau der Eisenbahnstrecken nach Hameln (1896) und Bielefeld (1904) reichten die Anlagen des Bahnhofs nicht mehr aus und wurden erweitert. So wurde 1902 ein neues Empfangsgebäude mit nun 5 Bahnsteiggleisen eröffnet. Die Lage am Kreuzungspunkt der beiden Bahnstrecken spielte für die Stadt bis in die 1970er Jahre eine große wirtschaftliche Rolle, was sich unter anderem in dem für die kleine Stadt ungewöhnlich großen Bahnhofsgelände widerspiegelt. Mit dem allgemeinen Rückgang des Schienen-Güterverkehrs verlor die Stadt diese Rolle. So wurde ein großer Teil der Gleisanlagen stillgelegt und abgebaut, so auch Gleis 1 am Hausbahnsteig während der Modernisierung 2013 bis 2016.
Außerdem existiert im Stadtgebiet der Bahnhof Ehlenbruch an der Strecke Bielefeld–Lemgo im Stadtteil Kachtenhausen, welcher im Stundentakt von der RB 73  bedient wird.
Ferner ist der Ortsteil Waddenhausen indirekt durch den Haltepunkt Sylbach auf dem Gebiet der Nachbarstadt Bad Salzuflen an die Strecke Herford–Altenbeken–Paderborn angebunden. Da dieser Haltepunkt auf dem Gebiet von Holzhausen (Stadt Bad Salzuflen) liegt, gehört er zum Tarifgebiet von Bad Salzuflen.
Im Personennahverkehr verkehren überwiegend im Stundentakt die Regionalbahn RB 72 „Ostwestfalenbahn“, die Regionalbahn RB 73 „Der Lipperländer“ und der Regional-Express RE 82 „Der Leineweber“. Durchgeführt wird der Schienenpersonennahverkehr von der Eurobahn mit Elektro-Triebwagen des Typs Flirt sowie mit Talent-Diesel-Triebwagen.
| Linie | Verlauf | Takt   |
| ----- | --- | ------ |
| RB 72 | Ostwestfalen-Bahn: Herford – Bad Salzuflen – Schötmar – Bad Salzuflen-Sylbach – Lage (Lippe) – Detmold – Horn-Bad Meinberg – Leopoldstal – Steinheim-Sandebeck – Altenbeken – Paderborn Hbf Stand: Fahrplanwechsel Dezember 2021 | 60 min |
| RB 73 | Der Lipperländer: Bielefeld Hbf – Bielefeld Ost – Oldentrup – Ubbedissen – Oerlinghausen – Helpup – Ehlenbruch – Lage (Lippe) – Hörstmar (Lippe) – Lemgo – Lemgo-Lüttfeld Stand: Fahrplanwechsel Dezember 2021                   | 60 min |
| RE 82 | Der Leineweber: Bielefeld Hbf – Oerlinghausen – Lage – Detmold – Horn-Bad Meinberg – Altenbeken Stand: Fahrplanwechsel Dezember 2023                                                                                             | 60 min |

Der Bahnhof ist barrierefrei und verfügt über eine Bahnhofsmission.
Seit 2016 ist in direkter Nachbarschaft des Bahnhofs Lage ein Zentraler Omnibusbahnhof (ZOB) entstanden. Von den insgesamt sechs Haltestellen gibt es eine direkte Anbindung an die vier Bahnsteiggleise.
Es bestehen regelmäßige Regionalbusverbindungen nach Detmold (Linie 750) und Oerlinghausen (Linie 769). Stadtlinien (748, 749 nach Waddenhausen, 951) verkehren überwiegend im Stundentakt. Linie 951 führt über die Ortsteile Billinghausen, Stapelage, Hörste und zurück und wird vom Busunternehmen „Wellhausen GmbH & Co KG“ betrieben.
Die Stadt liegt im Tarifbereich des regionalen Tarifverbundes Westfalentarif („Teuto OWL“ OWL Verkehr GmbH); außerdem gilt der NRW-Tarif.

#### Straßenverkehr
In Lage kreuzen die Bundesstraßen 239 und 66.

#### Fahrradverkehr
Das Stadtgebiet wird von den Radfernwegen „Wellness-Radroute“, „BahnRadRoute Weser-Lippe“ und „BahnRadRoute Hellweg-Weser“ durchkreuzt.

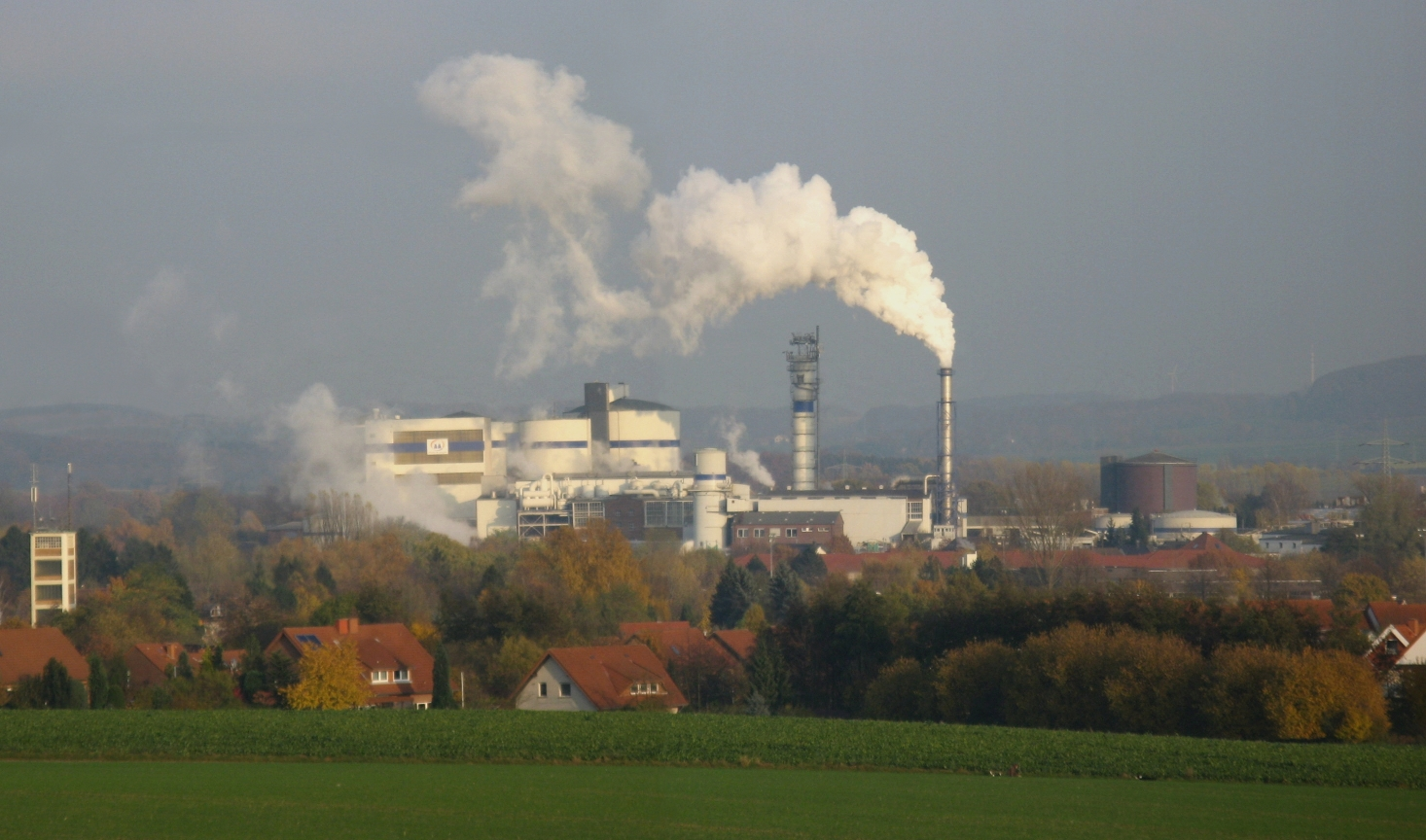
Blick auf die Zuckerfabrik in Lage

### Ansässige Unternehmen
Die Zuckerfabrik in Lage wurde 1883 von ca. 100 Landwirten als Aktiengesellschaft gegründet. Diese verpflichteten sich auf 515 ha Zuckerrüben anzubauen. Der Standort erhielt einen eigenen Gleisanschluss; der Transport der Rüben mit der Bahn war damals ein beträchtlicher Vorteil gegenüber dem Transport und Pferd und Wagen. Die natürliche Voraussetzung für den Anbau der Zuckerrübe in der Region ist durch eine hohe landwirtschaftliche Bodenwertzahl gegeben.1963 fusionierte das Werk mit Fabriken in Emmerthal und Hessisch-Oldendorf zur Lippe-Weser-Zucker AG. 1986 erfolgte der Aktienverkauf an das Unternehmen Pfeifer & Langen. Durchschnittlich werden in Lage gegenwärtig in einer Kampagne von 110 Tagen rund eine Million t Zuckerrüben verarbeitet.
Ein weiteres Unternehmen ist die Konservenfabrik Lipperland-Konserven, die ihren Sitz im Stadtteil Ehrentrup hat und Grünkohl in Konserven vertreibt.

### Medien
Die Tageszeitung Lippische Landes-Zeitung ist in Lage mit einem eigenen Büro vertreten, das mindestens eine Seite in jeder Ausgabe verantwortet. Weiter erscheinen die Anzeigenblätter Lippe aktuell und Postillon.
Der Privatsender Radio Lippe sendet lokale Nachrichten und Berichte aus dem Kreis Lippe. Das Regionalbüro Detmold des WDR-Studios in Bielefeld vertritt den öffentlich-rechtlichen Rundfunk im Kreis.

### Öffentliche Einrichtungen
Die Stadtwerke Lage sind für den Bereich Wasser- und Gasversorgung im Stadtgebiet zuständig. Somit sind die Stadtwerke auch Betreiber des 269 km langen Gas- und 450 km langen Wassernetzes. Zur Erhaltung des Wasserdrucks und Wasserbevorratung werden drei Druckerhöhungsstationen und acht Hochbehälter mit 3000 m³ Fassungsvermögen betrieben.
Seit 1873 verfügt die Stadt Lage über eine Freiwillige Feuerwehr. Sie ist in sechs Löschzüge und -gruppen gegliedert, die je über ein eigenes Feuerwehrhaus verfügen und so die Versorgung aller Ortsteile abdecken.
Die Stadtbücherei Lage bietet neben Sachliteratur und Romanen auch neue Medien wie Hörbücher und CD-ROMs zur Ausleihe an.

### Bildung
Die Stadt Lage als Schulträger unterhält zurzeit neun Grundschulen, eine Sekundarschule, eine Realschule, ein Gymnasium (seit 1971), die Albert-Schweitzer-Schule – Förderschule der Stadt Lage mit dem Förderschwerpunkt Lernen – sowie die städtische Musikschule.
Sechs Schulen bieten derzeit als offene Ganztagsschule Schülerbetreuung auch außerhalb des reinen Schulunterrichts an, weitere Schulen wollen sich dem Projekt ebenfalls anschließen.
Lage ist darüber hinaus Standort der vom Kreis Lippe als Schulträger betriebenen Irmela-Wendt-Schule für Sprachbehinderte im Ortsteil Pottenhausen.
Im Jahr 2007 wurden an den Schulen der Stadt mit 282 Lehrkräften insgesamt 4022 Schüler unterrichtet, davon 37,1 % an den Grundschulen, 16,1 % an den Hauptschulen und 18,6 % an der Realschule, 20,2 % am Gymnasium sowie 8 % an der Förderschule.
Das außerschulische Bildungsangebot wird geprägt durch das umfangreiche Kursangebot der Musikschule der Stadt Lage und der Volkshochschule Lippe-West sowie die Kurs- und Seminarangebote weiterer öffentlicher und privater Anbieter.

Schulzentrum Werreanger (Gymnasium Lage und Realschule Lage (rechts))

## Persönlichkeiten

### Ehrenbürger
Am 8. Dezember 2011 entzog der Stadtrat posthum Adolf Hitler die Ehrenbürgerschaft der Stadt Lage.
Die Stadt Lage führt keine Ehrenbürger mehr. Seit dem 17. Dezember 1987 verleiht die Stadt Lage stattdessen den Ehrentaler an verdiente Bürger. Träger dieser Auszeichnung sind:
- Luise Penning
- Paul Fuchs
- Leopold Möller
- Karl Wedegärtner
- Leo Neumayr
- Ute Einsporn (2007)
- Franz Drewes
- Dieter Dargatz (2013)[43]

### Söhne und Töchter der Stadt
- Ulrich Pierius († 1642), reformierter Pfarrer
- Wilhelm von Blomberg (1786–1846), preußischer Offizier und Autor
- Alexander von Blomberg (1788–1813), preußischer Offizier und Dichter
- Moritz Leopold Petri (1802–1873), Justizkanzleirat, Schriftsteller und Politiker
- Ludwig Weßel (1808–1871), Abgeordneter des Lippischen Landtags
- Heinemann Vogelstein (1841–1911), Rabbiner und Führer der religiös-liberalen Bewegung im deutschen Judentum
- Martin Bröffel (1853–1905), Landgerichtsrat und Mitglied des Lippischen Landtags
- Gustav Meßmann (1879–1944), Architekt und Politiker (DVP)
- Gottlieb Reber (1880–1959), Kunstsammler und Kunsthändler
- Hugo Rosenthal (1887–1980), deutsch-israelischer Pädagoge
- Adolf Wedderwille (1895–1947), Politiker (NSDAP), Mitglied des Lippischen Landtages und der Landesregierung in Lippe; Stellvertreter des Staatsministers; Mitglied des Reichstages (Gau Westfalen-Nord)
- Fritz Bracht (1899–1945), NSDAP-Gauleiter von Oberschlesien; Mitglied des Reichstages (Wahlkreis Breslau)
- Peter Schilling (1923–2009), Wehrmachtsdeserteur
- Reinhard Wilmbusse (1932–2014), Politiker der SPD und Mitglied des Landtags von 1975 bis 1994
- Hans Wagener (1940–2013), Germanist
- Peter Steinbach (* 1948), Historiker
- Heinrich Kemper (* 1948), Politiker (CDU), Mitglied des Landtages von Nordrhein-Westfalen
- Erhard Drews (* 1952), Generalmajor des Heeres (geboren im damals selbständigen Ortsteil Müssen)
- Ute Schäfer (* 1954), Politikerin der SPD und von 2010 bis 2015 Ministerin für Schule, Jugend und Kinder des Landes Nordrhein-Westfalen
- Arnd Bauerkämper (* 1958), Historiker aus Lage-Ohrsen[44]
- Willi Oberkrome (* 1959), Historiker
- Ingo Althöfer (* 1961), Mathematiker
- Petra Kilian (* 1965), Kostümbildnerin und Künstlerin
- Uwe Banton (* 1965 oder 1966), Reggae-Sänger
- Uwe Detert (* 1965), Politiker der AfD
- Ellen Stock (* 1966), Politikerin der SPD, Mitglied des nordrhein-westfälischen Landtags seit 2017
- Klaus Hansen (* 1968), Politiker in der CDU, Mitglied des nordrhein-westfälischen Landtags seit 2022
- Dominik Ebner (* 1994), Handballspieler
- Fynn Hangstein (* 2000), Handballspieler

### Persönlichkeiten, die in der Stadt gewirkt haben
- Wilhelm Mademann (1878–1956), Landtagspräsident und Bürgermeister von Lage
- Heinrich Detering (* 1959), Literaturwissenschaftler, Übersetzer und Lyriker
- Martina Hannen (* 1970), deutsche Politikerin der FDP, Mitglied des Landtags von 2017 bis 2022
- Marcus Hoffmann (* 1968), Wirtschaftswissenschaftler